# Nikoides schmitti
Nikoides schmitti är en kräftdjursart som beskrevs av Manning och Fenner A. Chace 1971. Nikoides schmitti ingår i släktet Nikoides och familjen Processidae. Inga underarter finns listade i Catalogue of Life.